# Malomvíz
Malomvíz (románul Râu de Mori, németül Mühldorf) falu Romániában, Hunyad megyében.

## Fekvése
Hátszegtől 19 km-re délnyugatra fekszik.

## Története
1359-ben említik először Malomwyz néven. A falu feletti várhegy oldalában állnak Kolcvár jelentős maradványai. A birtokos Kende család építette a 15. században első tornyát, mely a 16. században már vár. A törököknek sikerült elfoglalni. 1671-ben még őrség is volt benne, sorsa ismeretlen. A vár alatt 13. századi kápolna romjai állanak. A Kendeffy-kastélyban szállt meg 1881. augusztus 1. és 6.között az itt vadászó Rudolf trónörökös. 1910-ben 1 086, túlnyomórészt román lakosa volt. A trianoni békeszerződésig Hunyad vármegye Hátszegi járásához tartozott. 1992-ben társközségeivel együtt 4 402 lakosából 4 244 román, 79 magyar, 67 cigány, 2 német volt.

## Nevezetességek
- Kendeffy-kúria[1]
- Mindenszentek vasárnapja ortodox templom[1]